# Loxodontomys pikumche
Loxodontomys pikumche là một loài động vật có vú trong họ Cricetidae, bộ Gặm nhấm. Loài này được Spotorno, Cofre, Manriquez, Vilina, Marquet, & Walker miêu tả năm 1998.